# Keyonte George
Keyonte Darnell George (Lewisville, 8 de novembro de 2003) é um jogador norte-americano de basquete profissional que atualmente joga no Utah Jazz da National Basketball Association (NBA).
Ele jogou basquete universitário pela Universidade Baylor e foi selecionado pelo Jazz como a 16º escolha geral no draft da NBA de 2023

## Primeiros anos
George começou a jogar basquete no ensino médio pela Lewisville High School em Lewisville, Texas. Como calouro, ele teve médias de 21 pontos, quatro rebotes e 1,9 roubos de bola e foi nomeado Jogador Ofensivo do Ano do Distrito. George teve médias de 23,9 pontos, 5,1 rebotes, 2,3 assistências e 2,1 roubos de bola em seu segundo ano, sendo MVP do Distrito.
Em sua terceira temporada, ele se transferiu para a iSchool of Lewisville. George teve média de 24,8 pontos. Ele se mudou para a IMG Academy em Bradenton, Flórida, para sua última temporada, onde teve média de 17,8 pontos e acertou 41% da faixa de três pontos. Ele foi o recruta mais bem classificado na história do programa quando se comprometeu com a Universidade Baylor para a temporada de basquete universitário de 2023.

## Carreira universitária
Em 11 de janeiro de 2023, George marcou 32 pontos em uma vitória de 83-78 sobre West Virginia. Ele foi nomeado Calouro do Ano da Big 12, bem como para a Segunda-Equipe da Big 12. George marcou 506 pontos como calouro na Universidade Baylor, o segundo maior número na história da universidade, e detém o recorde de maior número de jogos de 20 pontos na história da universidade com 20.

## Carreira profissional

### Utah Jazz (2023–Presente)
O Utah Jazz selecionou George como a décima sexta escolha geral no draft da NBA de 2023. Depois de jogar como ala-armador no ensino médio e na universidade, George começou a jogar como armador sob o comando do técnico Will Hardy.
Em 25 de outubro de 2023, George fez sua estreia na equipe contra o Sacramento Kings, registrando oito pontos, dois rebotes e duas assistências em uma derrota por 130-114. Em 2 de dezembro, ele marcou 21 pontos, o recorde da carreira, contra o Portland Trail Blazers. Em 12 de dezembro de 2023, George marcou um novo recorde da carreira de 30 pontos contra o Oklahoma City Thunder. Em 4 de fevereiro de 2024, George registrou seu primeiro duplo-duplo da carreira com 19 pontos e 10 rebotes em uma vitória de 123–108 sobre o Milwaukee Bucks. Em 4 de novembro de 2024, George empatou seu recorde de 35 pontos contra o Chicago Bulls.

## Estatísticas da carreira

### NBA

#### Temporada regular
| Ano     | Equipe | PJ | PT | MPJ  | AP   | 3P   | LL   | RT  | AS  | BR | TO | PPJ  |
| ------- | ------ | -- | -- | ---- | ---- | ---- | ---- | --- | --- | -- | -- | ---- |
| 2023–24 | Utah   | 75 | 44 | 27.0 | .391 | .334 | .848 | 2.8 | 4.4 | .5 | .1 | 13.0 |

### Universidade
| Ano     | Equipe | PJ | PT | MPJ  | AP   | 3P   | LL   | RT  | AS  | BR  | TO | PPJ  |
| ------- | ------ | -- | -- | ---- | ---- | ---- | ---- | --- | --- | --- | -- | ---- |
| 2022–23 | Baylor | 33 | 33 | 28.6 | .376 | .338 | .793 | 4.2 | 2.8 | 1.1 | .2 | 15.3 |

## Links externos
- Biografia do Baylor Bears
- Biografia do basquete dos EUA